# Кентуккийская кампания
Кентуккийская кампания (Kentucky Campaign или Confederate Heartland Offensive) — серия маршей и сражений в Восточном Теннесси и Кентукки во время американской гражданской войны. С июня по октябрь 1862 года армии генералов Брэкстона Брэгга и Эдмунда Кирби Смита провели ряд манёвров, чтобы вытеснить федеральную Огайскую армию генерала Дона Карлоса Бьюэлла из Теннесси и включить Кентукки в состав Конфедеративных Штатов Америки. Эта кампания проходила одновременно с Северовирджинской и Мерилендской кампанией на востоке страны.
Кентукки был пограничным штатом, население которого сочувствовало Конфедерации, но федеральному правительству удалось установить над ним контроль, после чего федеральная Огайская армия начала наступление в Теннесси, намереваясь захватить Чаттанугу. Генерал армии Конфедерации, Брэкстон Брэгг, решил в ответ вторгнуться в Кентукки, соединиться с армией Кирби Смита, пополнить армию кентуккийцами и этими силами атаковать армию Бьюэлла. Но Брэггу не удалось реализовать свой план: он не смог вовремя соединиться со Смитом и ему не удалось завербовать в армию волонтёров-кентуккийцев. Из-за ошибок разведки он слишком поздно узнал о контрнаступлении Бьюэлла и неправильно оценил направление главного удара. В результате он атаковал основные силы Бьюэлла около Перривилла, задействовав только часть своих сил. Тактически удачное, сражение при Перривилле показала Брэггу, что его армия слишком слаба для продолжения кампании. Несмотря на протесты генералов, он приказал возвращаться в Теннесси.

## Предыстория
В январе 1862 года армия Юга была разбита в сражении при Милл-Спрингс, что привело к потере штата Кентукки. Затем весной 1862 года Конфедерация проиграла сражения за форт Генри и за форт Донелсон, и теперь Югу было необходимо вернуть инициативу. Генерал Альберт Сидни Джонстон концентрировал армию около Коринфа, а президент Дэвис отправил ему на помощь из Алабамы усиления под командованием генерала Брэкстона Брэгга. В это время федеральный генерал Грант готов был продолжать наступление, но его командир, генерал Генри Халлек, желал сначала усилить армию, и по этой причине тратил время на переброску подкреплений. Более того, Халлек обвинил Гранта в пьянстве, отстранил его от командования и передал армию генералу Смиту, но Смит неожиданно получил травму в результате несчастного случая, а за Гранта заступились в Вашингтоне, что заставило Халлека в конце марта вернуть Гранта на должность командира Тенессийской армии.
В начале апреля 1862 года армия Юга нанесла свой первый контрудар по противнику, что привело к сражению при Шайло. Эта атака была неудачной, хотя и привела к тяжёлым потерям в армии Севера. После сражения в армию прибыл генерал Халлек (командующий Миссисипским департаментом), обвинил Гранта в некомпетентности за понесённые потери и лично организовал наступление на Коринф. 30 мая 1862 года федеральная армия вступила в Коринф. Эти события разочаровали обе стороны: южане сожалели, что потеряли важный транспортный узел, а северяне сожалели о том, что армии противника удалось ускользнуть. Генерал Конфедерации Пьер Борегар от перенесенного стресса покинул армию, передав командование Брэкстону Брэггу.
Летом настало затишье: у Брэгга не было достаточных сил для наступления, а Халлек разбросал свою армию по отдельным гарнизонам. 25 000 человек он поручил Дону Карлосу Бьюэллу, которому дал задание взять Чаттанугу. В начале июля Халлека вызвали в Вашингтон и сделали главнокомандующим федеральными армиями. Грант остался во главе федеральных армий на Западе, но он знал, что Халлек настроен против него и старался не проявлять инициативы. Между тем Бьюэлл наступал на Чаттанугу, а небольшая армия генерала Джона Моргана угрожала Восточному Теннесси со стороны Камберлендского ущелья. Обороной Восточного Теннесси руководил генерал Эдмунд Кирби Смит, который запросил у Брэгга помощи. В этой ситуации Брэгг решил перебросить свою армию к Чаттануге, объединиться с армией Смита, атаковать Бьюэлла, разбить его в сражении и начать наступление на север. Брэггу придавали уверенности удачные рейды южной кавалерии в Кентукки, в частности  рейд Форреста на Мурфрисборо и рейд Моргана. На Юге полагали, что население Кентукки всецело на их стороне, и там удастся набрать много добровольцев.
Перед тем как отправиться к Чаттануге, Брэгг решил оставить часть армии на прикрытие штата Миссисипи. Он поручил генералу Стерлингу Прайсу 16 000 человек, чтобы блокировать Гранта, и ещё 16 000 поручил Эрлу Ван Дорну, чтобы тот охранял Виксберг. Однако, он совершил ошибку, не назначив главного над обеими армиями. Ван Дорн был старше Прайса по званию, но не имел практической возможности отдавать Прайсу приказы. В итоге армиям Юга не удалось наладить грамотное взаимодействие между своими силами.

### Камберленд-Гэп

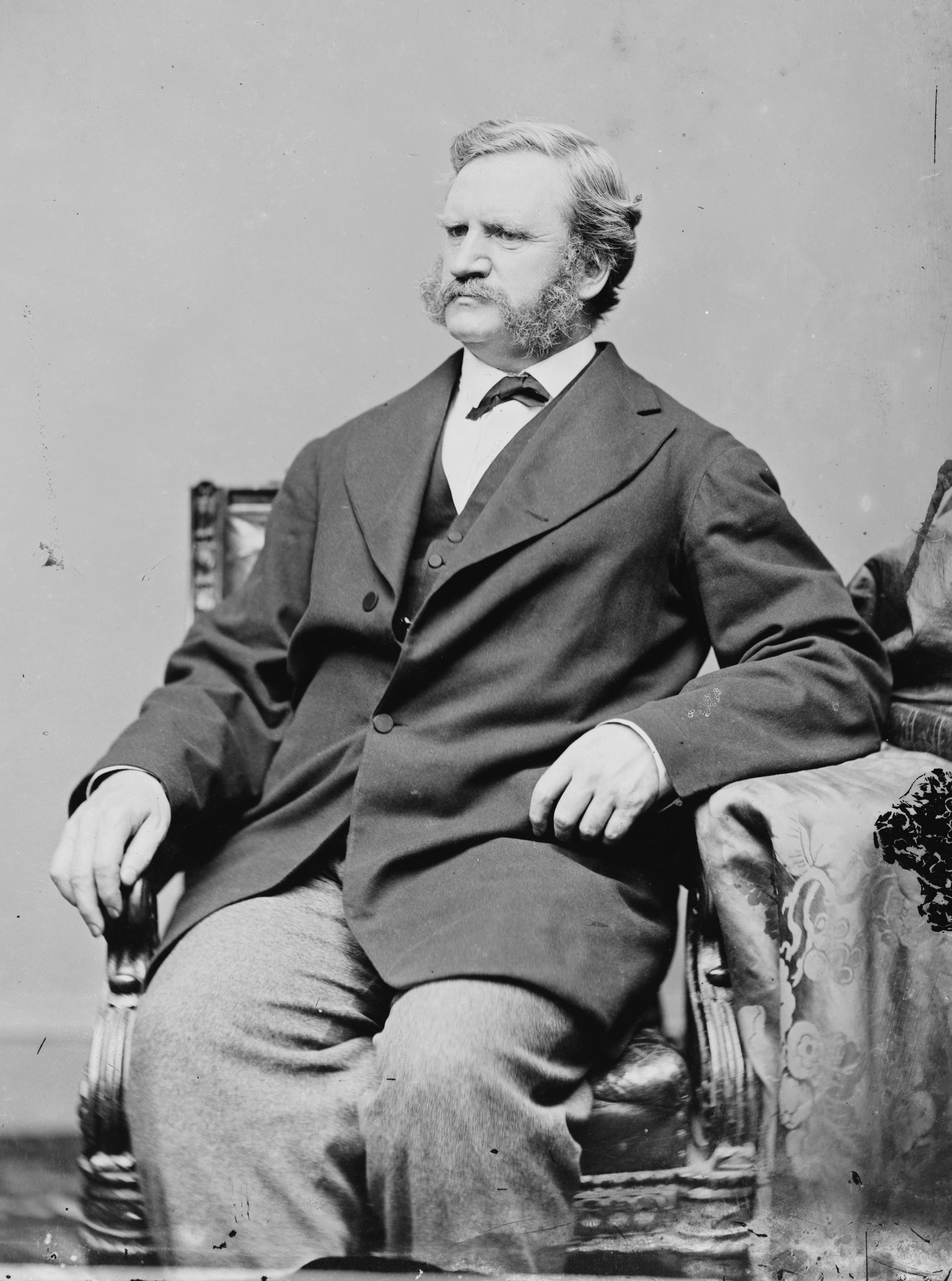
Генерал Джордж Морган

После того, как в январе Конфедерация потеряла Кентукки, её армия отступила на границы штата Теннесси и важнейшее стратегическое значение обрело ущелье Камберленд-Гэп. В Теннесси это ущелье называли «Фермопилами штата» — естественной крепостью, которую путём несложных фортификационных работ можно сделать совершенно неприступной. В начале войны ожидалось, что ущелье станет местом решающего сражения, но со временем стало понятно, что оно оказалось на периферии военных действий. Вторжение федеральной армии в Центральный Теннесси показало, что Камберленд-Гэп не единственный путь на юг. Тем не менее,  ущелье сохраняло важное военное значение - через него можно было вторгнуться с севера в Восточный Теннесси или с юга в Восточный Кентукки.
Весной федеральная армия несколько раз атаковала ущелье, но все атаки были неудачными. Тогда генерал Дон Карлос Бьюэлл свёл несколько отдельных отрядов в 7-ю дивизию Огайской армии, и поручил её бригадному генералу Джорджу Моргану, которому была поставлена задача захватить Камберленд-Гэп.
Прибыв 11 апреля в район боевых действий, Морган столкнулся с массой проблем: испорченными дорогами, сильными дождями и местностью, опустошённой настолько, что за продовольствием приходилось отправлять обозы за 100 километров. Морган занялся строительством мостов и исправлением дорог, а одновременно постарался изучить противника. Вскоре разведка донесла, что Камберленд-Гэп защищает 3 или 5 тысяч человек при двух батареях, но на помощь им идёт отряд Хемфриза Маршалла, численностью около 3000 человек.
Морган понял, что не сможет взять ущелье фронтальной атакой, но имеет возможность обойти позиции противника. Ночью 12 июня его дивизия подошла к ущелью с фронта, а несколько полков с артиллерией были посланы в обход. Внезапно пришёл приказ Бьюэлла о прекращении наступления, но через несколько дней Бьюэлл отменил этот приказ и 18 июня наступление возобновилось. Оказавшись под ударом с нескольких направлений, южане оставили позиции, и Морган смог захватить ущелье лишь за счёт удачного маневрирования, не потеряв ни единого человека.

### План Брэгга

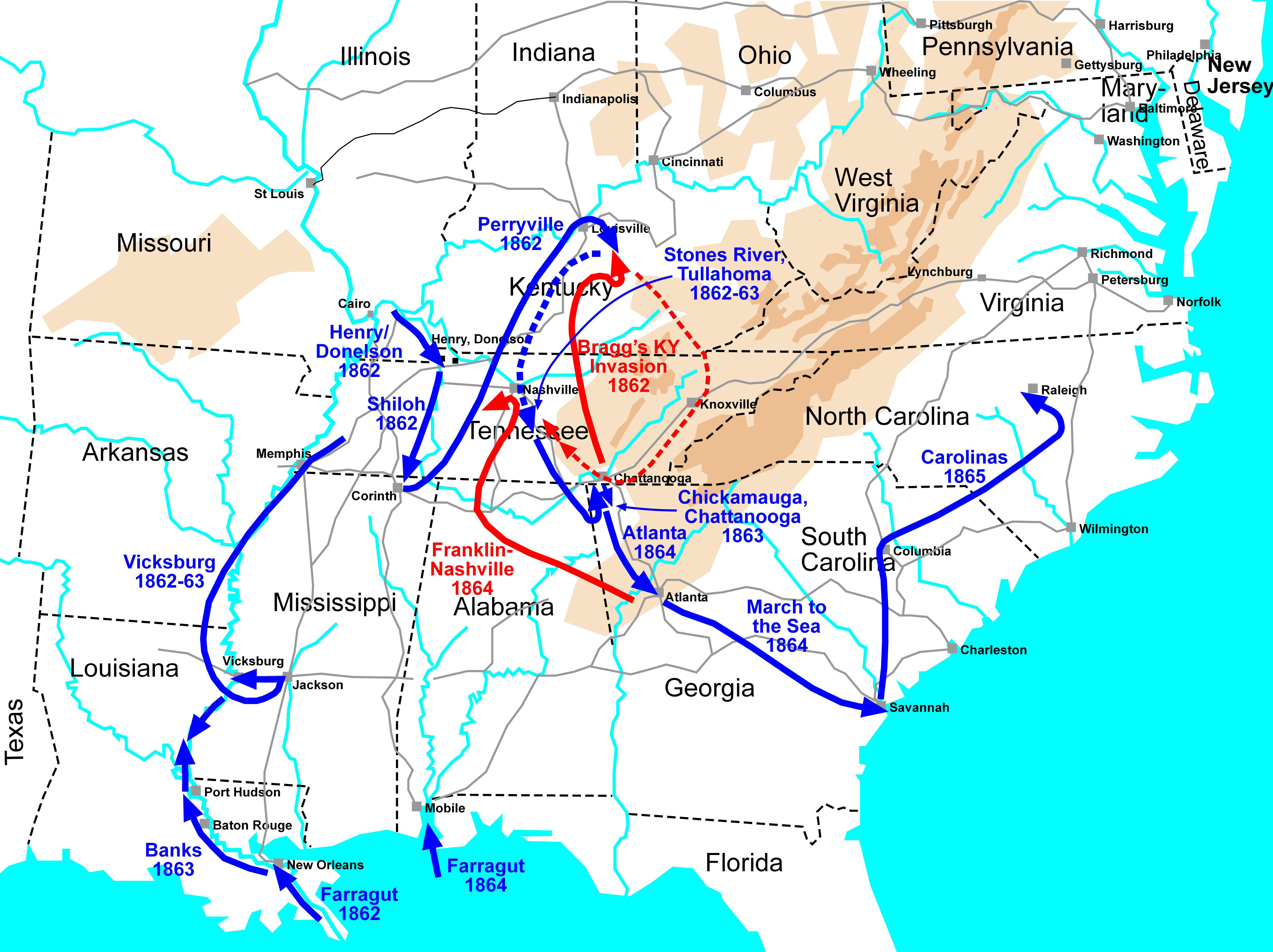
Кентуккийская кампания

31 июля Брэгг встретился со Смитом в своём штабе в Чаттануге. На этой встрече был согласован план боевых действий. Было решено, что Смит сконцентрирует свои силы и отобьёт у противника ущелье Камберленд-Гэп. Брэгг в это время останется в Чаттануге дожидаться подхода артиллерии и обозов из Алабамы. Затем он начнёт наступление в центральный Теннесси, угрожая Нэшвиллу. Если оборона Нэшвилла окажется слишком сильной, то Брэгг направится в Кентукки. Смит должен по возможности быстро присоединиться к Брэггу и последний возглавит объединённую армию.
Затем этот план был несколько расширен. Смит договорился о содействии армии генерала Маршалла в западной Вирджинии. Когда Смит займет Камберленд-Гэп, Маршалл должен будет войти в Кентукки и отрезать пути отступления дивизии Моргана. В то же время на западе Теннесси генералы Ван Дорн и Прайс должны предпринять отвлекающие манёвры и не допустить переброски усилений на помощь Огайской армии Бьюэлла. Также Брэггу удалось договориться о содействии с дивизией генерала Брэкинриджа. «Я думаю, вы не прочь навестить свою семью, — писал он Брекинриджу, — серьёзно, вы так популярны в Кентукки, что стоите целой дивизии моей армии». В целом, план предполагал наступление по трём направлениям: армии Ван Дорна и Прайса наступают на левом фланге, армии Смита и Маршалла на правом, а армия Брэгга при поддержке Брекинриджа — в центре.
Правительство Конфедерации практически никак не повлияло на разработку этого плана. Президент проявил некоторый интерес к наступлению в Кентукки, поскольку оно совпадало со вторжением Северовирджинской армии в Мэриленд, но он ограничился рекомендациями по возвращению лояльного губернатора в Кентукки и предупредил Брэгга, чтобы тот не рисковал армией. Больше никаких инструкций не поступало, так что Брэгг и Смит сами решали, каких целей надо достигнуть своим наступлением.
План Брэгга значительно отличался от плана Бьюэлла по наступлению на Чаттанугу: в отличие от Бьюэлла Брэгг не использовал железные дороги. Все свои немногочисленные припасы южане взяли с собой в обозах, а на территории Кентукки предполагали снабжать армию за счёт фуражировки на местности. Таким образом их наступлению не могли помешать кавалерийские рейды и армия сохраняла некоторую свободу манёвра.

## Наступление в Кентукки

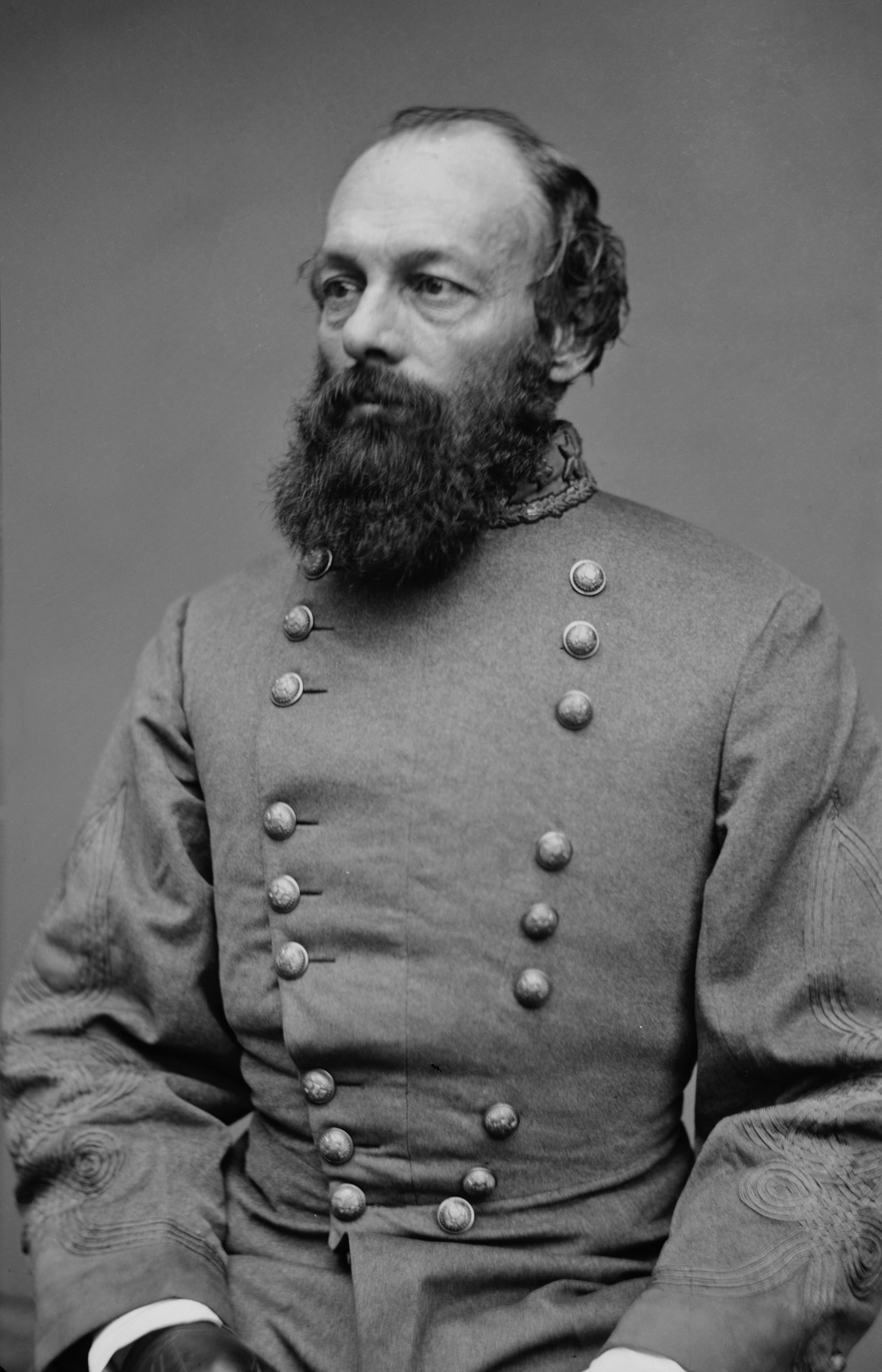
Генерал Эдмунд Кирби Смит

В начале августа Брэгг передал в распоряжение Смита две бригады — генерала Патрика Клейберна и полковника Престона Смита. Теперь армия Смита насчитывала 21 000 человек и состояла из четырёх дивизий:
- 1-я дивизия, генерал Картер Стивенсон,
- 2-я дивизия, генерал Генри Хет,
- 3-я дивизия, генерал Томас Черчилл,
- 4-я дивизия, генерал Патрик Клейберн.

Смит собрал свои дивизии в Ноксвилле. 13 августа он решил, что пора наступать, и двинул свою армию в направлении Камберленд-Гэп. Федеральная армия в ущелье занимала сильную позицию и имела достаточное количество припасов. Смит решил не атаковать противника с фронта, а применить ту же тактику, что использовал Морган; одна дивизия блокировала фронт федералов, а часть отправилась в обход по боковым горным тропам. Переход был сложен и утомителен, но южане устали от бездеятельности и их боевой дух был весьма высок. 18 августа авангарды Смита пришли в Барбурсвилл и перерезали дорогу, по которой Морган получал припасы из Луисвилла. Смит рассчитывал, что отрезанный от баз Морган покинет ущелье, но Морган остался на позиции.
Вместе с тем в Барбурсвилле Смит обнаружил, что не сможет прокормить свою армию и должен или наступать дальше или вернуться в Теннесси. 20 августа он сообщил положение вещей Брэггу в Чаттанугу:

По имеющимся у меня данным, Морган имеет в Камберленд-Гэп припасов как минимум на двадцать или тридцать дней. Укрепив свои батареи и соорудив засеки, он сделал свою позицию, и без того сильную, совершенно, на мой взгляд, неприступной. Местность вокруг меня полностью лишена продовольствия, а дороги отсюда в восточный Теннесси гораздо хуже, чем я думал, так что мне осталось или вернуться в восточный Теннесси или наступать ради припасов на Лексингтон. Первый вариант слишком невыгоден для нашего дела в Кентукки, чтобы его рассматривать или осуществлять. Так что я решил наступать по возможности на Лексингтон.
Оригинальный текст (англ.)– My information of the condition of affairs at the Gap is that Morgan has supplies to last him from twenty to thirty days. By casemating the batteries and by making strong abatis in his front he has rendered his position [naturally strong], in my judgment, impregnable. The country around here having been almost completely drained of all kinds of supplies, and the roads between here and East Tennessee being much worse than I had supposed, I find I have but two courses left me - either to fall back for supplies to East Tennessee or to advance toward Lexington for them. The former course will be too disastrous to our cause in Kentucky for me to think of doing so for a moment. I have therefore decided to advance as soon as possible upon Lexington.
— War of the Rebellion: Serial 023 Page 0766 Chapter XXVIII
Наступление Смита шло несколько вразрез с планами Брэгга, который рассчитывал, что Смит присоединиться к его армии для совместной атаки на Бьюэлла. Без Смита атаковать Бьюэлла было рискованно. Более того, Брэгг опасался, что Огайская армия войдет в Кентукки, разобьёт Смита, а затем ударит по армии Брэгга. Чтобы этого избежать, Брэгг должен был сам наступать на север, постоянно находясь между Бьюэллом и Смитом.

### Сражение при Ричмонде

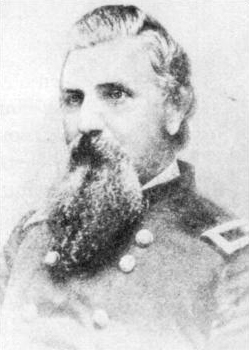
Федеральный генерал Мэлхон Мэнсон

29 августа армия Кирби Смита двигалась из Биг-Хилл на Ричмонд (Кентукки). В авангарде наступала дивизия Клейберна, прикрытая с фронта кавалерией полковника Джона Скотта. Утром кавалерийские пикеты вступили в перестрелку с федеральными пикетами, а в полдень северяне подтянули кавалерию и артиллерию и заставили кавалерию Юга отступить к Биг-Хилл. Федеральный командующий, бригадный генерал Мэлхол Мэнсон, начал контрнаступление, а ночью уведомил своего командира, генерал-майора Уильяма Нельсона, о происходящем и запросил ещё бригаду в усиление. В то же время Смит приказал Клейберну атаковать утром и обещал подкрепления (дивизию Черчилла).
Утром Клейберн начал наступление, прошёл Кинстон, рассеял федеральные пикеты и столкнулся с пехотой Мэнсона у Зион-Чеч. Южанам удалось атаковать правое крыло федеральной армии и отбросить противника. Федералы отступили к Роджерсвиллу и попытались организовать оборону возле своего прежнего лагеря. И Смит, и Нельсон явились на поле боя, чтобы возглавить свои армии. Северяне снова были разбиты, потеряв примерно 4 000 пленными. Общие потери их армии составили 4900 человек, южане потеряли 750.
В результате сражения путь в Кентукки оказался открыт, а армия Бьюэлла была слишком далеко, чтобы помешать Смиту. Новости о сражении пришли в Вашингтон 30 августа, одновременно с сообщением о разгроме Вирджинской армии во втором сражении при Булл-Ран. В итоге федеральный главнокомандующий Генри Халлек, сильно страдавший в те дни от геморроя, должен был одновременно и организовывать оборону Вашингтона, и разбираться с ситуацией в Кентукки.
Новости о победе под Ричмондом воодушевили Брэгга. Он составил торжественное обращение к армии, где написал: «Кентуккийцы! Первый удар в борьбе за вашу свободу уже нанесён!».

### Наступление Брэгга

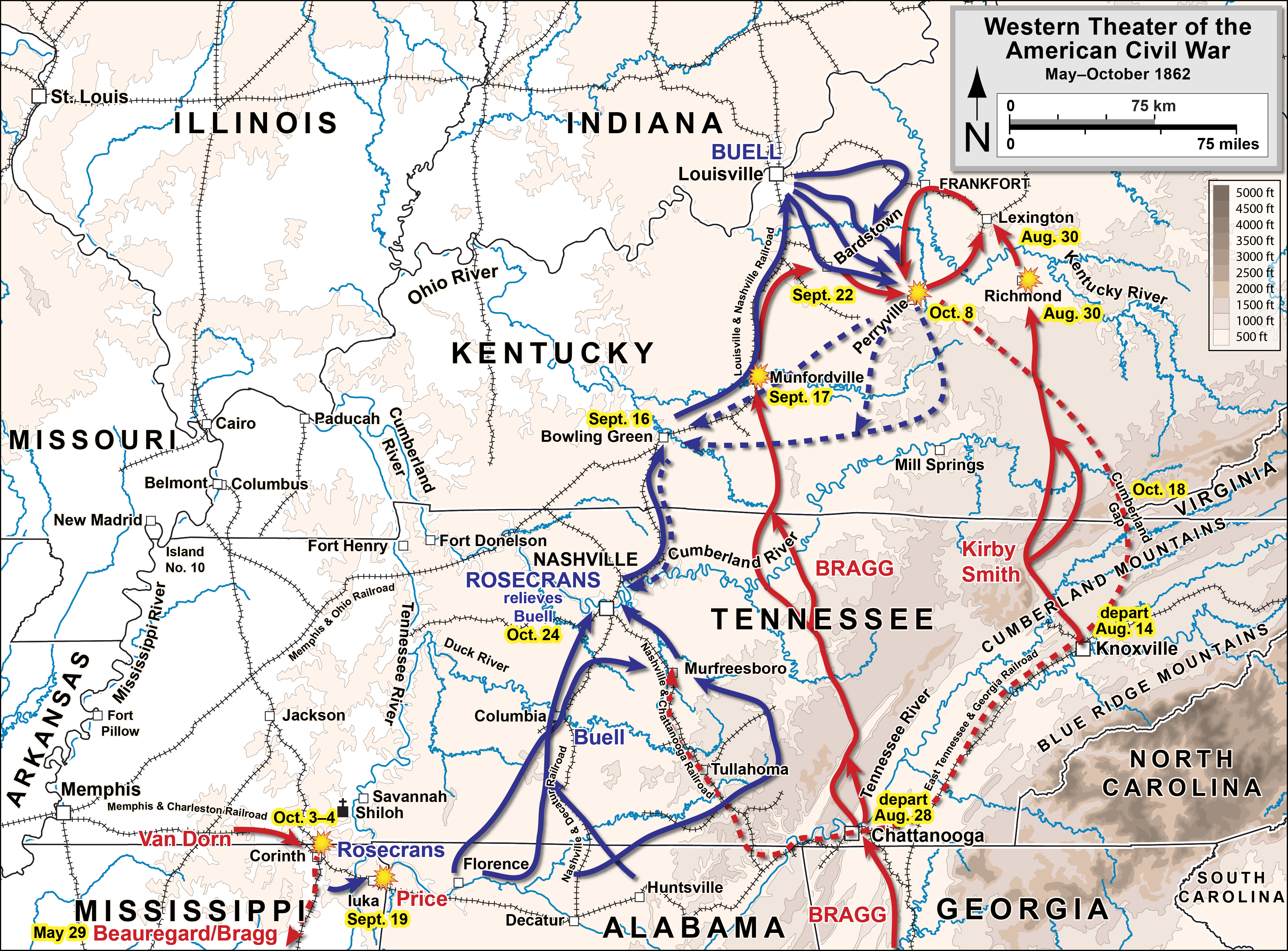
Боевые действия в Кентукки в мае — октябре 1862 года

Пока Смит наступал в Кентукки, Брэгг оставался в Чаттануге, где дожидался обозов и реорганизовывал Миссисипскую армию. Он разделил армию на два крыла, каждое из которых насчитывало две пехотные дивизии и одну кавалерийскую бригаду. Левое крыло возглавил генерал-майор Уильям Харди (дивизии Андерсона и Бакнера, 13 500 чел.), а правое крыло — генерал-майор Леонидас Полк (дивизии Читема и Уайтерса, 13 500 чел.). Брэгг не очень любил Полка, но тот был старше по званию и имел хорошие отношения с президентом. Также штабу армии не хватало опытных штабных офицеров. Кавалерии требовался главнокомандующий, но Брэгг так и не смог найти подходящего офицера на эту должность.
Вскоре прибыли артиллерия и обозы, и Брэгг смог начать наступление. 28 августа он выступил из Чаттануги и начал переход через Камберлендское плато. Кавалерия прикрывала его наступление: отряд Форреста только что вернулся из рейда в центральном Теннесси и начал боевые действия против федеральной армии. Эти действия не позволили федералам своевременно распознать намерения Брэгга, так что Миссисипская армия прошла через горную местность без малейших препятствий. Пройдя Камберлендское плато, Брэгг спустился в долину реки Сакуатчи, затем повернул на север и занял Спарту. Оттуда он мог наступать как на запад, к Нэшвиллу, так и на север, в Кентукки.
Наступление Брэгга на Спарту заставило Бьюэлла отказаться от идеи захватить Чаттанугу. Всё это время он работал над созданием надежной коммуникации, которая бы обеспечивала подвоз припасов от основной базы в Луисвилле к Нэшвиллу. После вторжения южан в Кентукки эта коммуникация потеряла смысл, но Бьюэлл усиливал, как мог, охрану дороги. Между армией и Нэшвиллом дорога была надежно прикрыта, но участок от Нэшвилла к Луисвиллу был уязвим. Бьюэлл отправил генерала Уильяма Нельсона в Луисвилл, чтобы тот набрал там дополнительные отряды, починил поврежденные участки дороги и вернулся обратно. 23 августа Нельсон прибыл в Луисвилл, где обнаружил, что департамент Огайо реорганизован и передан генерал-майору Райту, так что база в Луисвилле оказалась вне юрисдикции Бьюэлла. Кроме того, Нельсону пришлось отложить все порученные Бьюэллом дела и срочно организовывать оборону Кентукки, что привело к сражению при Ричмонде и ранению Нельсона. Нельсон вернулся в Луисвилл, где возглавил оборону города.
Бьюэлл между тем знал, что Брэгг готовит наступление, поэтому рассредоточил армию так, чтобы перекрыть возможные пути наступления на Нэшвилл. В случае наступления южан предполагалось как можно быстрее выявить направление их движения и сконцентрировать там армию. Однако, кавалерия Юга не позволила Бьюэллу узнать маршрут наступления, поэтому он приказал армии сконцентрироваться у Мурфрисборо 5 сентября. Там он мог надежно прикрывать Нэшвилл. Между тем армия Брэгга 4 сентября вошла в Спарту и там остановилась на отдых на несколько дней. Он повторил ранее отданный Ван Дорну и Прайсу приказ вторгнуться в центральный Теннесси как можно скорее. От Форреста поступило сообщение о серьёзных укреплениях под Нэшвиллом, так что Брэгг решил идти на Кентукки. 9 сентября его армия вошла в Картаж.

14 сентября оба крыла армии Брэгга соединились в Глазго. Здесь Брэгг опубликовал обращение к населению штата, где объявил о том, что армия Конфедерации пришла освободить штат от тирании и деспотии. Он призвал кентуккийцев вступать в ряды своей армии. Брэгг с самого начала рассчитывал на множество добровольцев и специально взял с собой 15 000 запасных винтовок для их вооружения. Но он столкнулся и с некоторыми проблемами. В Глазго и во всём округе Бэррен было недостаточно продовольствия для армии. Брэгг также узнал, что генерал Грант отправил подкрепления к Нэшвиллу, а Ван Дорн и Прайс не смогли этому воспрепятствовать. Пришли сообщения, что Бьюэлл со всей Огайской армией наступает к Боулинг-Грин. Не желая быть атакованным превосходящими силами, Брэгг решил идти на соединение с Кирби Смитом. Он думал о том, чтобы атаковать Луисвилл, но не разработал детального плана такой атаки. Отсутствие внятного плана наступления стало создавать Брэггу проблемы: пока он планировал последующий шаг, события опережали его.

### Сражение при Манфордвилле
Когда дивизии генерала Полка прибыли в Глазго, бригаде генерала Джеймса Чалмерса было приказано идти к Кейв-Сити, чтобы перерезать железную дорогу между Нэшвиллом и Луисвиллом. Чалмерс выполнил этот приказ и заодно отправил группу разведчиков к Манфордвиллу. Разведка обнаружила по пути большую мельницу, поэтому пехота переместилась к мельнице, чтобы заготовить себе продовольствия. Здесь Чалмерс встретил кавалерию полковника Джона Скотта, которого Смит отправил для установления контакта с Брэггом и диверсии на железной дороге. Чалмерс и Скотт решили 14 сентября по личной инициативе атаковать Манфордвилл и уничтожить стратегически важный железнодорожный мост, но эта атака была отбита федеральным гарнизоном. Узнав об этом событии, Брэгг отправил всю свою армию к Манфордвиллу. Гарнизон вступил в переговоры и в итоге капитулировал 17 сентября. В этот же день в Мериленде произошло сражение при Энтитеме, после которого армия генерала Ли отступила в Вирджинию. Кентуккийская кампания Брэгга стала, таким образом, единственным шансом Конфедерации на успешное наступление против Севера.
Наступление Брэгга и захват Манфордсвилла отрезали армию Бьюэлла от её базы в Луисвилле и одновременно не дали Бьюэллу возможности угрожать армии Смита. Историк Стивен Вудворт писал, что это было блестящим результатом одного из самых примечательных обходных рейдов за всю историю войны.

### Наступление Бьюэлла
Огайская армия Бьюэлла начала свой марш на север ещё в те дни, когда Смит вторгся в Кентукки. Но Брэгг двигался быстрее, и в итоге, когда 14 сентября армия Бьюэлла вошла в Боулинг-Грин, Миссисипская армия уже стояла в Глазго. Теперь Бьюэлл мог атаковать Брэгга или же постараться пройти в обход к базам в Луисвилле, но Бьюэлл предпочел делать то, что по мнению наблюдателей, ему удавалось делать лучше всего: то есть, ничего не делать. В Боулинг-Грин у него было достаточно припасов для армии, так что он мог стоять там достаточно долго, наблюдая за Брэггом.
Наступление Бьюэлла к Боулинг-Грин оказалось неожиданностью для Брэгга. Пока Брэгг шёл к Глазго, кавалерия Форреста и Уилера удачно маскировали его наступление и эффективно вели разведку, но после Глазго за Бьюэллом следил только Уилер, который столкнулся с хорошо организованной и аргрессивной федеральной кавалерией, втянулся в арьергардные бои и не имел возможности заниматься разведкой.

### Отступление Брэгга к Бардстауну
Захват Манфордвилла позволил Брэггу несколько дней кормить армию за счёт захваченных припасов, но другого продовольствия в окрестностях не было. Кроме того, Брэгга смутило внезапное появление Бьюэлла и он стал опасаться, что Огайская армия сможет выйти ему во фланг. Смит всё ещё находился в семи днях пути, а в Луисвилле, по данным Брэгга, формировались дополнительные федеральные подразделения. Брэгг мог оказаться под ударом с двух сторон, а президент лично приказал ему не подвергать армию риску. Брэгг не знал, что предпринять: он то отдавал приказ на отступление к Бардстауну, то отменял его. В итоге он все же решил отступать. Смиту было приказано идти на Бардстаун и направить туда же обозы с продовольствием. 20 сентября Миссисипская армия выступила из Манфордвилла с запасом продовольствия на три дня. Это отступление означало, что Бьюэлл теперь может беспрепятственно идти к своей базе в Луисвилле.

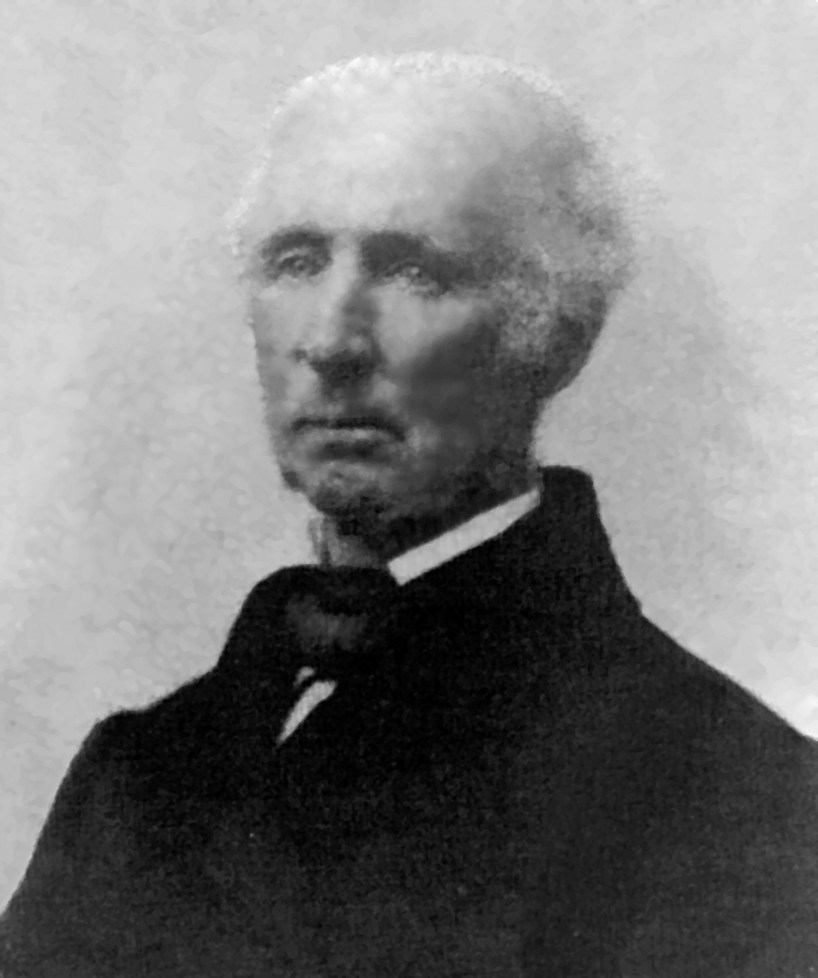
Ричард Хэйес, Конфедеративный губернатор Кентукки.

Брэгг прибыл в Бардстаун 22 сентября. Его армия была утомлена переходом и ей необходим был отдых. Продовольствие, присланное Смитом, было на месте, но сам Смит отсутствовал. Брэгг встал лагерем в Бардстауне и стал планировать дальнейшие манёвры. Оказалось, что из всех армий Юга, только армии Брэгга, Смита и Маршалла действовали в Кентукки. Ван Дорн не стал вторгаться в центральный Теннесси, а стал готовить атаку Коринфа. Как командир Западного Военного департамента в отсутствие Брэгга, Ван Дорн забрал себе и дивизию Брекинриджа для действий против Коринфа. Теперь Брэггу угрожала Огайская армия, армия в Луисвилле и ещё одно федеральное подразделение в Цинциннати. Брэгг стал сомневаться в успехе кампании и приказал организовать несколько тыловых баз на случай отступления из Кентукки. Отсутствие Брэкинриджа особенно расстроило Брэгга, который решил, что тот не присоединился к наступлению только потому что не захотел. Историк Самуэль Мартин писал, что с этого момента он внёс Брекинриджа в список своих личных врагов.
Планируя наступление в Кентукки, Брэгг рассчитывал главным образом на массовый приток добровольцев в армию. Однако теперь, когда Огайская армия находилась на территории штата, кентуккийцы [какие?] не решались поддержать Конфедерацию. Тогда Брэгг решил выполнить как минимум другую поставленную задачу: установить своего губернатора в Кентукки, чтобы тот издал приказ о призыве в армию (Conscription act). 28 сентября от оставил Полка при армии в Бардстауне, а сам отправился во Франкфорт, столицу штата, на церемонию инаугурации. В отсутствие Брэгга армия осталась разбросанной по окрестностям Бардстауна, а кавалерийские пикеты следили за действиями федералов. Предполагалось, что Бьюэлл несколько недель простоит в Луисвилле, поэтому Полк не получил никаких инструкций на случай внезапного наступления Бьюэлла.

### Наступление Бьюэлла на Франкфорт и Бардстаун

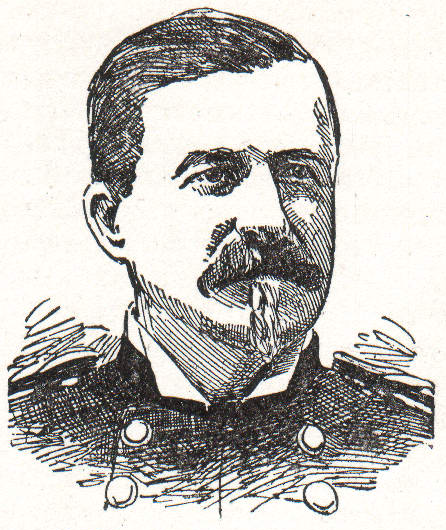
Федеральный генерал Александр Маккук

Пока Брэгг стоял в Манфордсвилле, Бьюэлл не спеша готовился к ответным действиям, но уход Брэгга в Бардстаун сделал эту подготовку излишней. Бьюэлл сразу же отправил Огайскую армию в Луисвилл и прибыл туда 26 сентября. Он решил, что добился впечатляющего успеха: не дал захватить Нэшвилл и Луисвилл, уверенно преследовал противника и препятствовал его манёврам в Кентукки. Однако, в Вашингтоне рассудили иначе. Там все больше сомневались в компетентности Бьюэлла и сам президент был разочарован его действиями. Даже солдаты Огайской армии не считали свой марш на Луисвилл чем-то выдающимся.
В то же время прибытие армии в Луисвилл несколько успокоило местное население и паника, вызванная вторжением южан, улеглась. В Луисвилле были сформированы свежие подразделения и Бьюэлл провел реорганизацию армии. В каждой бригаде он добавил к своим ветеранским полкам несколько новонабранных. Он разделил армию на три корпуса по три дивизии в каждом. Каждому корпусу была придана кавалерийская бригада, а также небольшое кавалерийское подразделение имелось при каждой дивизии. Некоторые проблемы возникли с назначением командиров, так как в армиях Запада ранее не было корпусов и, соответственно, не было генералов с опытом управления корпусом. Бьюэлл в итоге избрал офицеров, которых хорошо знал лично: генерал-майор Александр Маккук возглавил I корпус, генерал-майор Томас Криттенден возглавил II корпус, а генералу Нельсону поручили III корпус.

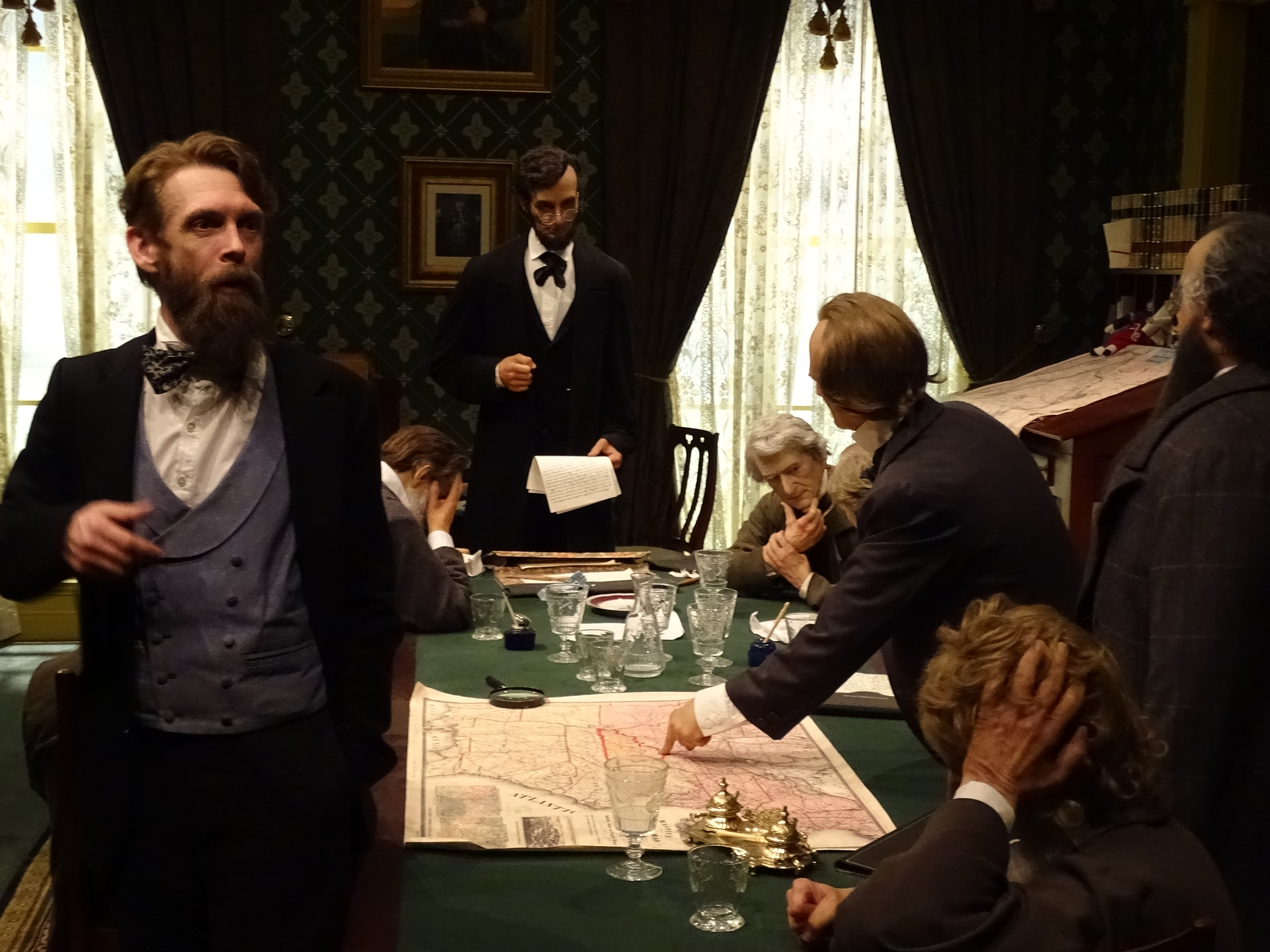
Реконструкция обстановки на совещании в ставке Верховного главнокомандующего сил Союза по вопросу обороны Франкфорта

Одновременно он готовил план нападения. Так как армии Брэгга и Смита были всё ещё разделены, он решил атаковать Брэгга в Бардстауне, одновременно организовав отвлекающий манёвр в направлении Франкфорта. Он рассчитывал или разбить армию Брэгга, или оттеснить её в северный Кентукки, где отрезать противнику пути отступления в Теннесси. Однако, некоторые события спутали планы Бьюэла. 29 сентября бригадный генерал Джефферсон Дэвис поссорился с генерал-майором Нельсоном и застрелил его. Бьюэллу пришлось искать новую кандидатуру на должность корпусного командира и он выбрал Чарльза Гилберта, выпускника Вест-Пойнта 1846 года и ветерана Мексиканской войны. Не имея опыта командования крупными подразделениями Гилберт, ещё недавно капитан, теперь возглавил корпус размером 22 000 человек. Одновременно пришёл приказ об отстранении Бьюэлла от командования и передаче Огайской армии Джорджу Томасу. Томас, однако, отказался принять командование, и отстранение было временно отменено (но не отозвано). Бьюэлл понял, что должен действовать как можно решительнее, чтобы сохранить за собой пост командующего армией.
События 29 сентября заставили Бьюэлла на день перенести начало наступления, поэтому только 1 октября его армия выступила из Луисвилла. Три корпуса шли по параллельным дорогам на Бардстаун. Одновременно генерал Джошуа Силл повёл две пехотные дивизии и кавалерийский отряд на Франкфорт, изображая наступление основной армии. Вся армия Бьюэлла насчитывала 80 000 человек:
- I корпус, 13 000 человек
- II корпус, 22 000 человек
- III корпус, 22 000 человек
- Отряд Силла, 19 000 человек

Этим силам противостояла армия Брэгга численностью 50 000 человек, но это была опытная ветеранская армия, а у Бьюэлла было много свеженабранных полков. Армия быстро продвигалась по хорошим дорогам. 2 октября Силл достиг Шелбивилла, на полпути между Луисвиллом и Франкфортом. I корпус в этот день вышел к Тейлорсвиллу, II корпус дошёл до Монт-Вашингтон, а III корпус достиг Шепердсвилла. Сам Бьюэлл следовал с III корпусом, а генерал Джордж Томас, его заместитель, находился при II корпусе.
Кавалерийские пикеты Юга были отброшены так быстро, что не успели выявить положение частей противника и не смогли задержать его наступление. События застали Брэгга врасплох. Он не ожидал такого стремительного наступления и не вполне понимал замысел Бьюэлла. Он поверил, что главной целью федеральной армии является Франкфорт и 2 октября отдал приказ всем своим подразделениям концентрироваться у Франкфорта. Генералу Полку было сообщено, что он находится на фланге армий противника и должен идти к Франкфорту и, в случае начала общего сражения, атаковать федералов во фланг. «Противник несомненно наступает на Франкфорт, — сообщил Брэг Полку в 13:00, — отправьте все ваши силы к Блумфилду и атакуйте его в тыл и фланг. Если мы объединим наши усилия, он непременно будет разбит». Полк получил этот приказ но 3 октября I корпус Бьюэлла вошёл в Блумфилд, а II корпус в Хай-Гроув, оказавшись почти между Полком и Брэггом, так что Полк счёл приказ Брэгга невыполнимым. Он решил оставить Бардстаун и отходить к Дэнвиллу.

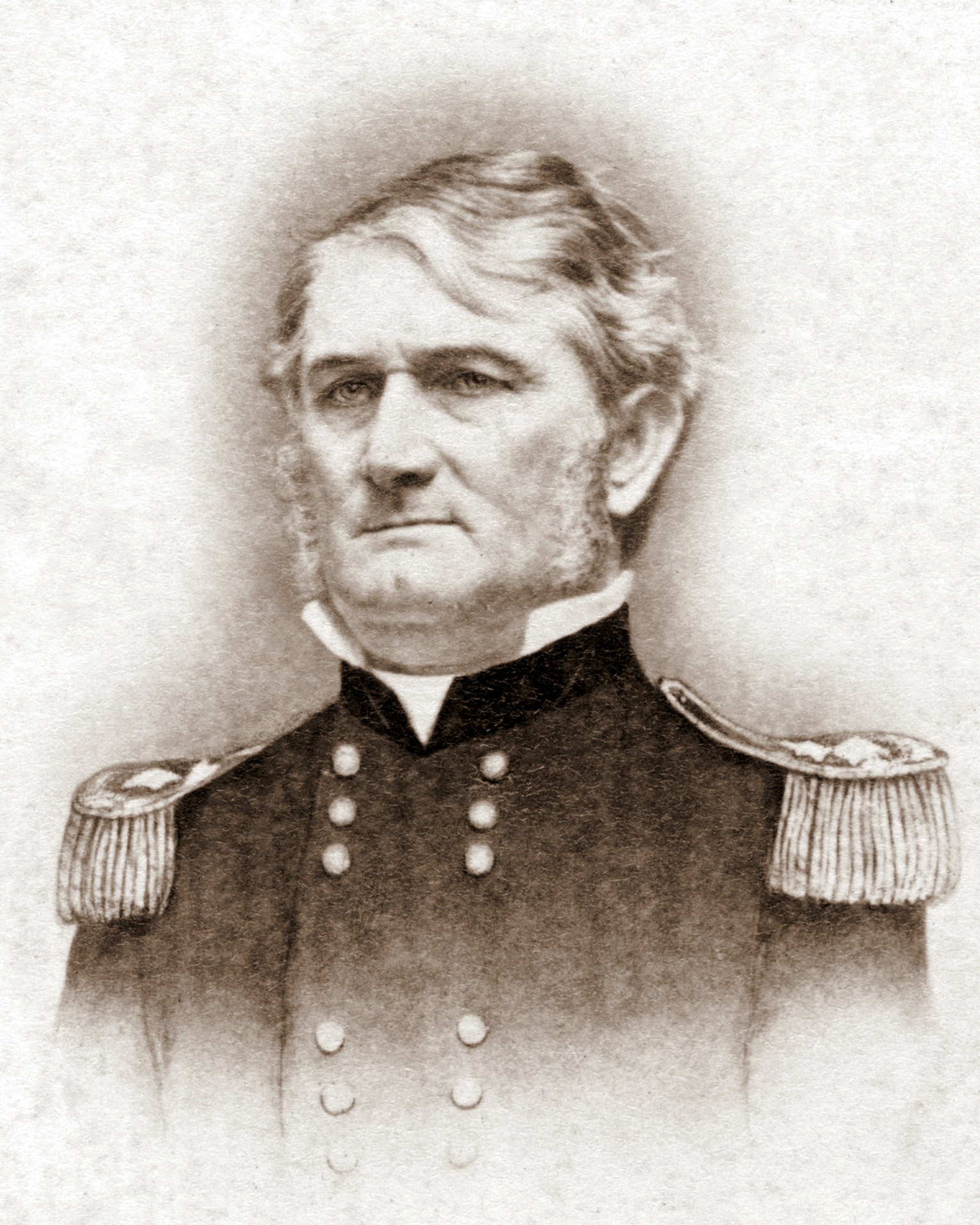
Леонидас Полк, командир правого крыла Миссисипской армии

4 октября, когда Полк начал отход, Брэгг находился в Франкфорте, где в здании в здании палаты представителей штата Кентукки как раз началась церемония инаугурации губернатора. Но церемония длилась не более четырёх часов: федеральная кавалерия подошла к городу на 10 миль и звуки артиллерийской перестрелки сорвали инаугурацию. Брэгг спешно покинул Франкфорт, отдав приказ Смиту и Полку соединиться в Харродсберге. 5 октября Брэгг разместил свой штаб в Харродсберге.
Полк отправил свою армию к Харродсбергу по двум дорогам: одну часть он лично повел по хорошей дороге через Спрингфилд, а вторую поручил генералу Харди. Харди должен был идти через Маквилл, но дороги на этом пути были так плохи, что он в итоге вернулся на ту же дорогу, по которой шёл Полк. Этот манёвр задержал Харди так, что III федеральный корпус почти настиг его. Кавалерия вступила в перестрелку; бригады Уартона и Уилера старались, как могли, задержать федералов, и бригада Уартона едва не была уничтожена. Кавалерия тратила все силы на арьергардные бои и у неё совсем не осталось времени и сил на разведку. Таким образом, Брэгг почти ничего не знал о положении частей противника и их намерениях.
6 октября Брэгг встретился со Смитом в Харродсберге. Намерения Бьюэлла всё ещё были не ясны, и местоположение его корпусов было точно неизвестно. Смит решил, что его армию выгоднее держать к востоку от реки Кентукки, где она прикрывала бы базы и могла бы быстро прийти на помощь Полку. Брэгг согласился; противник не спешил атаковать Франкфорт, а реальные масштабы опасности, которой подвергался Полк, были Брэггу не известны. Таким образом, его армия оставалась разделенной даже под ударом противника. Но генерал Бьюэлл не знал о дезориентации его противника, и у него самого имелись серьёзные проблемы. Его новобранцы были непривычны к походной жизни, они страдали от долгих переходов и нехватки воды, а офицеры все меньше доверяли Бьюэллу вплоть до того, что писали письма президенту с просьбой об отставке генерала.

### Концентрация у Перривилла

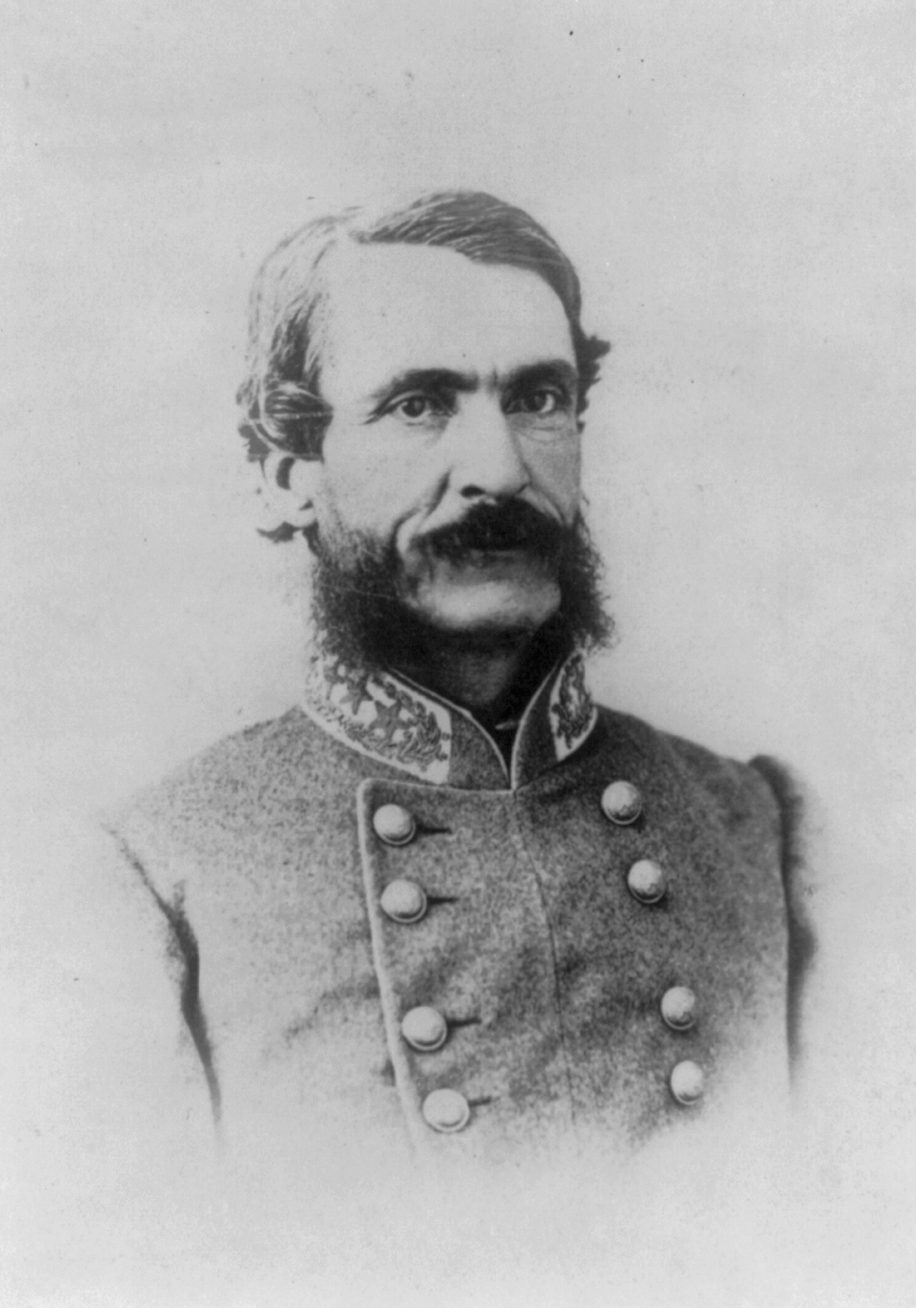
Джеймс Паттон Андерсон, дивизионный генерал армии Брэгга

7 октября Брэггу пришлось снова поменять планы — Харди запросил помощи. Его колонна достигла Перривилла, но III корпус Бьюэлла был так близко, что Харди не решался отступать дальше, чтобы не быть атакованным на марше. Харди просил о содействии, но не объяснил в деталях своего положения, так что Брэгг мог только гадать о том, что же там происходит с Харди. Так как федералы всё ещё не атаковали Франкфорт, Брэгг решил нанести удар в районе Перривилла. Он решил, что Харди имеет дело с незначительной частью Огайской армии, и эту часть можно разбить, с тем, чтобы затем соединиться с армией Смита и идти к Франкфорту. Он приказал Полку и Уартону идти на соединение с Харди у Перривилла. Кавалерия быстро выполнила приказ, но две дивизии Полка задержались: они почти дошли до Харродсберга и теперь им надо было идти обратно. К утру 8 октября только дивизия Читема пришла к Перривиллу. Вторая дивизия (Джонса Уайтерса) все ещё была на подходе. Таким образом, у Перривилла теперь стояли три дивизии и две кавалерийские бригады — примерно 17 000 человек. На них двигалась Огайская армия численностью 58 000 человек.
7 октября Бьюэлл, который находился при корпусе Гилберта, разместил свой штаб в бревенчатом доме Джона Дурси, который стоял в 5 милях от Перривилла. Он
обнаружил, что противник остановился у Перривилла и развернул пехоту в боевую линию. Бьюэлл решил атаковать, чтобы разбить противника, занять Перривилл и обеспечить себе источники воды. Отсутствие воды создавало большие проблемы обеим армиям: осенью 1862 года Средний Запад переживал одну из самых сильных засух в своей истории. Засуха была так сильна, что когда Бьюэлл входил в Луисвилл, некоторые его части без проблем перешли вброд реку Огайо.
Он приказал корпусам выступить на соединение в 03:00 следующего дня, состыковаться с линией III корпуса и атаковать в 10:00. Но выполнить этот приказ не удалось: I и II корпуса уклонились от указанного пути наступления в поисках воды и теперь не успевали подойти к Перривиллу в указанные сроки. Корпус Маккука получил приказ Бьюэлла только в 02:45 и не мог выступить ранее 05:00. Корпус Криттендена получил приказ в 02:45 и тоже не мог начать марш своевременно. Узнав об этом, Бьюэлл перенёс атаку на день вперёд, на утро 9 октября. Командирам корпусов был отдан приказ на ввязываться в бой 8 октября. Корпуса начали сходиться у Перривилла, но Бьюэлл не смог лично контролировать этот процесс — он получил травму, упав с лошади, и некоторое время не мог находиться в седле.

### Сражение при Перривилле

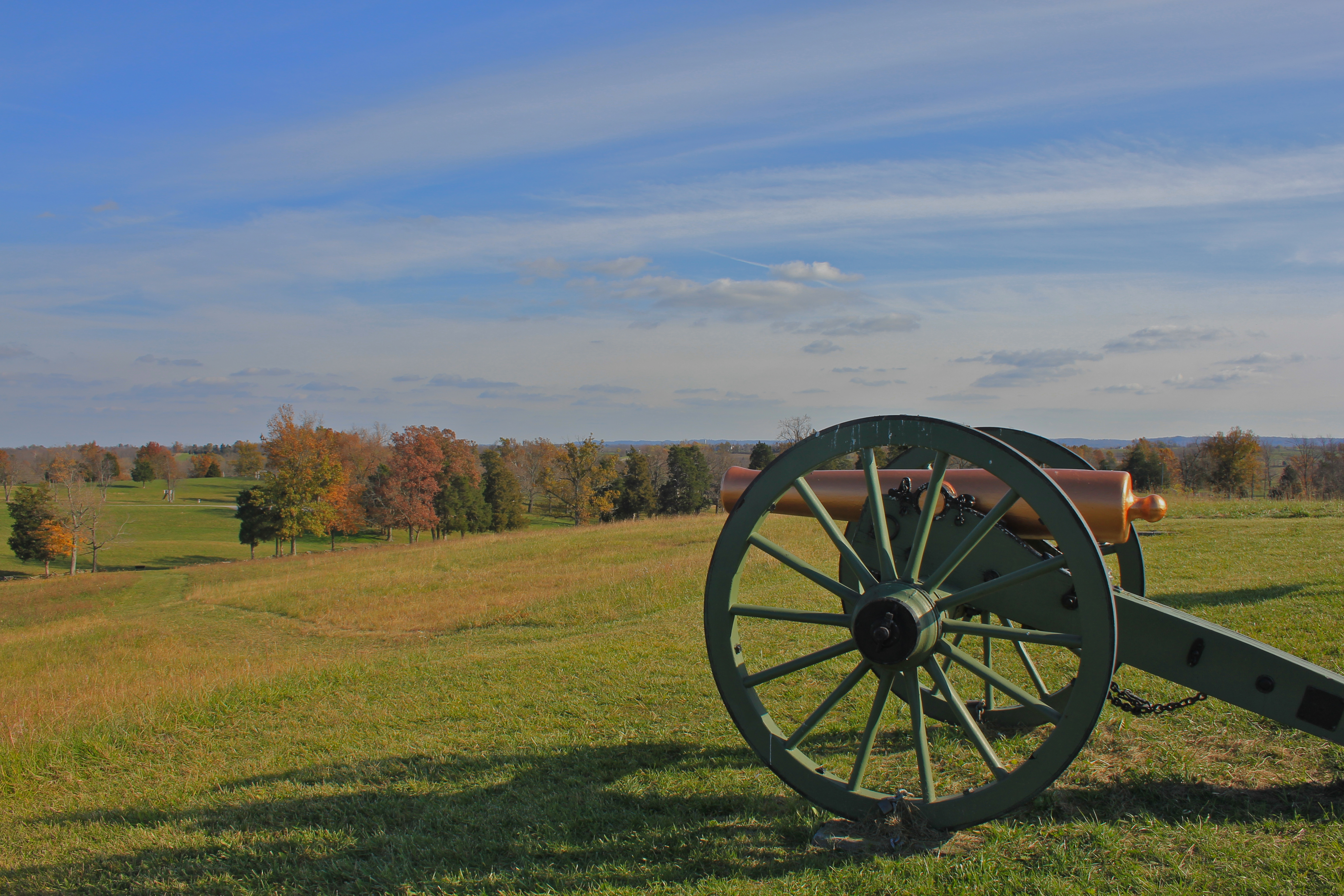
Поле боя при Перривилле

Первые выстрелы сражения при Перривилле прогремели в ночь на 8 октября. Рядовые III корпуса генерала Гилберта обнаружили немного воды в русле реки Докторс-Крик и около полуночи 20-й Индианский полк выдвинулся к реке. В темноте он не заметил 7-й Арканзасский полк, который занимал позицию на холме Петерс-Хилл. В 02:00 бригада Даниеля Маккука переместилась вслед за полком и наткнулась на арканзасский полк, вступив с ним в перестрелку. Постепенно вся дивизия Шеридана втянулась в перестрелку с бригадой Лиделла. Однако, генерал Гилберт требовал от Шеридана не втягиваться в сражение и не растрачивать боеприпасы.
Между 06:00 и 07:00 генерал Полк собрал офицеров на совет и они решили, ввиду крупных сил противника под Перривиллом, не начинать атаку, а ограничиться обороной. В 08:00 генерал Брэгг понял, что атака не начата, и лично отправился в Перривилл. Он прибыл на место в 09:45 и застал части Полка в походном построении. Он разместил штаб в доме Кроуфорда на Харродсбергской дороге и приказал начать атаку в 12:30. В указанное время батареи Дардена, Ламсдена, Семпла и Кэрнса открыли огонь. В то же время Полк получил донесение генерала Уартона, который сообщал, что федеральный левый фланг растянут гораздо дальше влево, чем предполагалось. Полк приказал отложить атаку. Опять не услышав звуков стрельбы, Брэгг отправился на позиции дивизий Полка. Узнав положение дел, он приказал дивизии Читема сместиться дальше влево, к флангу противника, а кавалерии Уартона поручил тщательнее выяснить расположение левого фланга федералов.
В 14:15 бригада Даниеля Донельсона перешла реку Чаплин, поднялась на её западный высокий берег и развернулась в боевую линию. В это время на холмы перед его фронтом выходила федеральная бригада Террилла и разворачивалась батарея Чарльза Парсонса. В 14:30 Донельсон начал атаку, предполагая, что атакует фланг федеральной армии. Вскоре он осознал, что его бригада идёт во фронтальную атаку, а федеральная артиллерия (батарея Парсонса) ведёт по нему огонь с фланга. На помощь Донельсону пришла бригада Томаса Джонса, которая встала левее. И всё же атака Донельсона была отбита с тяжёлыми потерями.
Между тем подошла остальная дивизия Читема — бригады Стюарта и Мэни. Стюарт развернул бригаду во второй линии за Донельсоном, а Мэни встал правее и начал наступление на позиции батареи Парсонса. В 15:30 он заставил отступить 123-й Иллинойсский полк и атаковал батарею Парсонса на высоте Оупен-Кноб. Парсонс, отступая, был вынужден бросить 7 из своих 8 орудий. Генерал Джеймс Джексон погиб в бою за эту батарею. Вся бригада Террилла стала отступать. 21-й Висконсинский полк был послан вперёд, чтобы задержать наступление южан, но и он был обращён в бегство.

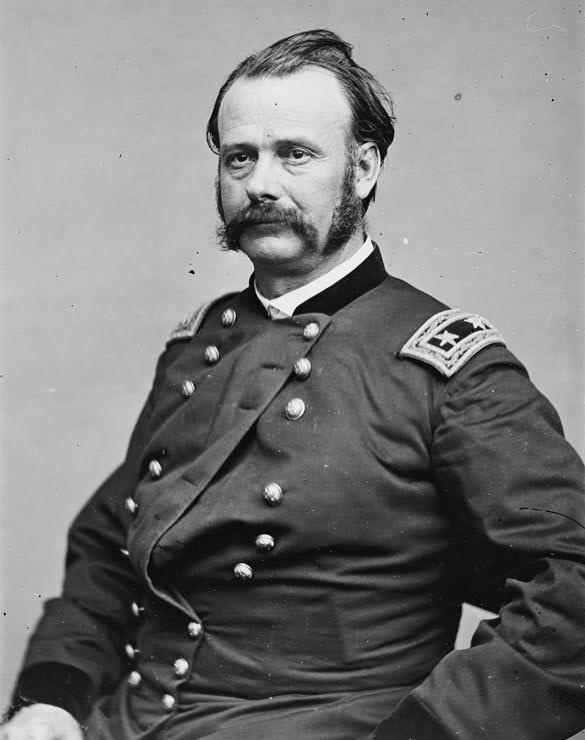
Федеральный дивизионный генерал Ловелл Руссо

В 15:00 начала наступление бригада Башрода Джонсона, которая пошла вперёд вдоль Маквилской дороги, но её наступление вскоре забуксовало. Бригаду сменила бригада Патрика Клейберна, левее которой наступала бригада Даниеля Адамса. Адамс наступал практически перед фронтом дивизии Шеридана, но Шеридан был столько раз предупреждён не ввязываться в бой, что остался на месте и не стал мешать наступлению Адамса. В 15:45 бригады Клейберна и Адамса отбросили несколько полков бригады Литла, и сам Литл был ранен и попал в плен. Генерал Клейберн также был ранен — второй раз за кампанию. Но он остался на поле боя.
Между тем на южном фланге армии Брэгга в атаку пошла бригада полковника Самуэля Поуэлла — она атаковала позиции дивизии Шеридана. Атака успеха не имела, но она как минимум не позволила перебросить подкрепления на помощь корпусу Маккука. И как раз в это время генерал Бьюэлл узнал о происходящем. Он находился в штабе и каким-то образом не слышал звуков боя. Он узнал о начале сражения только тогда, когда явился вестовой от Маккука с просьбой подкреплений.
К 17:15 на левом фланге армии Брэгга бригады Мэней и Стюарта взяли штурмом федеральную позицию, вынудив бригады Старкуитера, Террила и Вебстера отступить на следующую гряду холмов. Генерал Террил получил смертельное ранение в ходе этого боя. Южане попытались захватить и эту новую позицию, но потерпели неудачу. Это была последняя атака на этом участке фронта и во время неё погиб полковник Вебстер. В это время на маквилской дороге федеральный генерал Руссо организовывал новую линию оборону у дома Рассела. На помощь ему пришла бригада полковника Майкла Гудинга, которой удалось остановить бригаду Клейберна, которая расстреляла почти все патроны.
В 18:30 началась последняя атака того сражения: бригада Лидделла сменила Клейберна и атаковала федеральные части у дома Рассела. Темнота помешала ему добиться какого-либо результата. После захода солнца южане удерживали свои позиции, но в полночь Брэгг приказал отступить.
Из 22 000 федеральных солдат, задействованных в сражении, 4 241 человек было убито, ранено и попало в плен. Брэгг потерял 3 396 человек из 16 000 человек, задействованных в бою. К ночи Брэгг осознал, что столкнулся со всей армией Бьюэлла. Кавалерия Уилера донесла о приближении корпуса Криттендена, а Брэгг уже знал от пленных о присутствии корпусов Гилберта и Маккука на поле боя. Несмотря на тактическую победу в бою, Брэгг решил отступить к Хародсбергу, поближе к складам продовольствия.

### Отступление
9 октября, между 01:00 и 02:00, южане начали отход от Перривилля. Последние подразделения покинули Перривилл в полдень без всякого препятствия со стороны федеральной армии. В качестве точки сбора Брэгг выбрал Харродсберг. Здесь армия сконцентрировалась, соорудила укрепления и стала ждать атаки Бьюэлла. На данный момент армия Брэгга была примерно равна по численности Огайской армии. Но Бьюэлл не спешил с преследованием и начал наступать только 10 октября. Приблизившись к позициям противника у Хародсберга, Бьюэлл решил воздержаться от атаки. Смит предложил Брэггу напасть на Бьюэлла, но Брэгг находился на хорошей позиции и не хотел её оставлять.
Вскоре поступили сообщения о федеральной кавалерии в районе Дэнвилла, и Брегг стал опасаться, что Бьюэлл выйдет к Дэнвиллу и отрежет дорогу на Камберленд-Гэп. Он решил ещё раз отступить, и отошёл к Дикс-Ривер, заняв там оборону и разместив свой штаб в Брайантсвилле. Бьюэлл подошёл к этой новой линии противника, но снова воздержался от атаки.
В то время Брэгг узнал, что вторжение Северовирджинской армии в Мериленд закончилось сражением при Энтитеме, после которого генерал Ли был вынужден отступить обратно в Вирджинию. Он также узнал, что 3 и 4 октября армия Ван Дорна и Прайса пыталась напасть на Коринф, но была отбита. Это значило, что Ван Дорн и Прайс не войдут в западный Теннесси и явно не смогут присоединиться к Брэггу. Также Брэгг был сильно разочарован полным отсутствием поддержки со стороны кентуккийцев. С учётом всех этих обстоятельств он решил оставить Кентукки. Полк, Харди и Смит пробовали возражать против этого решения.
Армия Брегга начала отступление к Ноксвиллу. В Ланкастере Брэгг и Смит разделились: Брэгг направился к Крэб-Очард, в Смит вернулся через Биг-Хилл к Камберленд-Гэп. В Ноксвилле Брегг получил приказ явиться в столицу и ответить на вопросы президента, которому поступили многочисленные жалобы на Брэгга от его подчинённых.

## Последствия

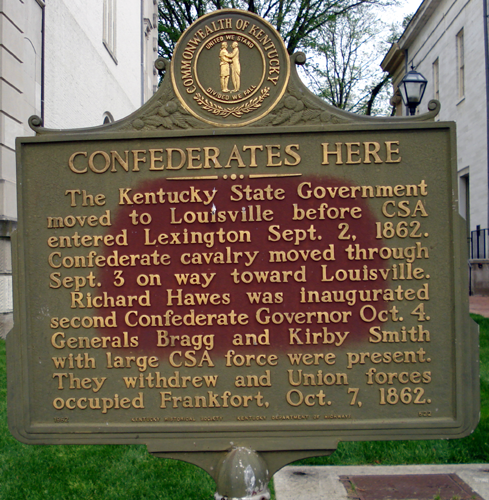
Исторический маркер во Франкфорте.

Бьюэлл следовал за противником до городка Лондон, после чего прекратил преследование и отправился в Нэшвилл. 24 октября военное министерство сформировало Камберлендский департамент, во главе которого поставило Уильяма Роузкранса. Огайская армия была переименована в XIV корпус, который вошёл в состав Камберлендской армии. Бьюэлл был отстранён от командования, о чём узнал 29 октября из газет. Линкольн не любил таких генералов, как Бьюэлл, он говорил, что они никогда не наступают, потому что никогда не заканчивают подготовку.
Бьюэлл был вызван в Вашингтон, где ему пришлось отвечать на вопросы военной комиссии, но этот допрос не имел последствий. Около года Бьюэлл ждал нового назначения, но оно так и не пришло, и 23 мая 1864 года он покинул армию.
В целом, все семь месяцев боевых действий на Западе (с апреля по октябрь 1862 года) не дали враждующим сторонам никаких заметных результатов. Такой исход кампании был нормой на Восточном театре, но являлся исключением на Западном. К октябрю 1862 года федеральная армия контролировала чуть меньшую территорию, чем весной. Южане вытеснили противника из северной Алабамы и уверенно контролировали центральный Теннесси, угрожая Нэшвиллу, хотя им не удалось восполнить урон от потери форта Генри и форта Донельсон. «Однако, — писал Стивен Вудворт, — даже на этой безрезультатной фазе Западный Театр оставался тем местом, где рано или поздно стоило ожидать решающих сражений».

### Оценки
Историк Джеймс Макферсон писал, что в истории Гражданской войны было четыре поворотных момента. Первый момент — это лето 1862 года, когда генерал Ли на востоке, и генерал Брэгг на западе начали вторжение на Север, остановив удачное весеннее наступление федеральных армий и отсрочив неминуемую, как казалось, победу Севера. Вторым моментом стали сражения при Энтитеме на Востоке и при Перривиле на Западе, после которых наступление Юга остановилось, а вмешательство в войну европейских стран стало невозможным. Эти же сражения повлияли на выборы 1862 года, в результате которых Демократическая партия не смогла победить, а президент Линкольн смог издать свою прокламацию об освобождении рабов.
Историк Стивен Вудворт писал, что в 1862 году Конфедерация два раза пыталась перейти в наступление на Западе (в ходе сражения при Шайло и в ходе Кентуккийской кампании), и оба раза неудачно. При этом, если неудача при Шайло простительна, то неудача кампании Брэгга стала причиной менее простительных просчётов. Главной причиной неудачи Вудворт считает президента Дэвиса, который не позволил Брэггу провести кадровые перестановки в армии, убрав оттуда офицеров вроде Полка, и тем вынудил его командовать некомпетентными офицерами. Он же не поставил Смита в прямое подчинение Брэггу, что не позволило Брэггу эффективно использовать армию Смита. Хотя основной причиной неудачи кампании Вудворт всё же считает отсутствие поддержки со стороны кентуккийцев.
Профессор Кеннет Ное считал, что основным виновником неудачи был Кирби Смит, которым Брэгг не смог командовать из-за самой системы военных департаментов и личного расположения президента к Смиту. Последний, по его словам, стремился к независимому командованию, чтобы стать героем-освободителем Кентукки. Он заключал соглашения с Брэггом только для того, чтобы их нарушить, интриговал против Брэгга, не выполнял его приказы о доставке провианта и в итоге даже не участвовал на поле боя при Перривилле. «Я занялся этой темой с большой симпатией к Смиту, — писал Ноэ, — но в итоге проникся к нему отвращением».